# Покровка (Петровский сельсовет)
Покро́вка — деревня Петровского сельсовета Добринского муниципального района Липецкой области.

## География
Стоит на берегу реки Чамлык. С севера-востока примыкает к Новопетровке.

## История
Деревня Покровка была основана примерно в 1900-е годы переселенцами из села Поток Каневского уезда Киевской губернии.
Земля переселенцами была выкуплена в собственность.

В годы коллективизации был основан колхоз «Украинец». 
В 1939 году Павлюта Сергея Савельевича — конюх колхоза «Украинец», награждён медалью «За трудовое отличие» — «получившего и вырастившего в течение 2-х лет от 8 закрепленных конематок 16 жеребят».
В 1950-годы колхоз вошел в состав совхоза « Петровский».

## Население
| 2010 |
| ---- |
| 10   |